# یاسمن خلیلی فرد(نویسنده)
یاسمن خلیلی‌فرد (زادهٔ ۴ اردیبهشت ۱۳۷۰) از نویسندگان و منتقدان سینما اهل ایران است.